# Берёзовка (Зейский район)
В Амурской области в Ивановском районе также есть село Берёзовка.
Берёзовка — село в Зейском районе Амурской области России. Входит в сельское поселение Николаевский сельсовет.
Село Берёзовка, как и Зейский район, приравнено к районам Крайнего Севера.
Основано в 1907 году на правом берегу Зеи вблизи берёзовой рощи, отсюда и название. В 1928 году сильно пострадала от наводнения и была перенесена на левый берег Зеи. До 1923 года называлось Корольки.

## География
Расположено на левом берегу реки Зея, в 53 км от города Зея (через сёла Заречная Слобода, Николаевка-2, Николаевка, Алексеевка). От села Берёзовка на юг (вниз по течению) идёт дорога к селу Алгач.

## Население
| 2002 | 2010 | 2012 | 2013 | 2014 | 2015 | 2016 |
| ---- | ---- | ---- | ---- | ---- | ---- | ---- |
| 214  | ↘162 | ↘155 | ↘147 | ↘138 | ↘121 | ↘103 |
| 2017 | 2018 |      |      |      |      |      |
| ↘93  | ↘79  |      |      |      |      |      |

По данным переписи 1926 года по Дальневосточному краю, в Берёзовке числилось 30 хозяйств и 162 жителя (87 мужчин и 75 женщин), из которых преобладающая национальность — белорусы (29 хозяйств).